# Lake Ferris
Lake Ferris är en sjö i Antarktis. Den ligger i Östantarktis. Australien gör anspråk på området. Ferris ligger 48 meter över havet.